# Juliana Awada
Juliana Awada, född 3 april 1974 i Buenos Aires , var under 2015–2019 Argentinas första dam som gift med dåvarande presidenten Mauricio Macri.